# Сентервил (Калифорнија)
Сентервил (енгл. Centerville) насељено је место без административног статуса у америчкој савезној држави Калифорнија.

## Демографија
По попису из 2010. године број становника је 392.
| Група             | 2000.    | 2010.       |
| Белци             | 0 (0,0%) | 260 (66,3%) |
| Афроамериканци    | 0 (0,0%) | 1 (0,3%)    |
| Азијати           | 0 (0,0%) | 20 (5,1%)   |
| Хиспаноамериканци | 0 (0,0%) | 99 (25,3%)  |
| Укупно            | 0        | 392         |